# Herina nigribasis
Herina nigribasis är en tvåvingeart som beskrevs av Mcalpine 1951. Herina nigribasis ingår i släktet Herina och familjen fläckflugor. Inga underarter finns listade i Catalogue of Life.